# Federación Boliviana de Básquetbol
Der Bolivianische Basketballverband ist der offizielle Basketballverband in Bolivien. Er hat seinen Sitz in Cochabamba.

## Geschichte und Aufgaben
Der Verband wurde 1947 gegründet und ist Mitglied der Fédération Internationale de Basketball (FIBA) und ist damit auch Mitglied der FIBA Amerika.
Präsident des Verbandes ist zur Zeit Juan Luis Coronado Deranja. Sein Generalsekretär ist Saul Villaroel Valencia.
Der Verband ist für Organisation, Leitung und Entwicklung des Basketballsports in Bolivien verantwortlich. Der Verband vertritt den Basketballsport gegenüber Behörden sowie nationalen und internationalen Sportorganisationen.
Zusätzlich verteidigt der Verband auch die moralischen und materiellen Interessen des Bolivianischen Basketballs. Der Verband organisiert die Nationale Meisterschaft und ist für die Bolivianische Basketballnationalmannschaft und die Bolivianische Basketballnationalmannschaft der Damen verantwortlich.
| Kriterium               | Fakten                     |
| ----------------------- | -------------------------- |
| Gründungsjahr           | 1947                       |
| Jahr des FIBA-Beitritts |                            |
| Kontinental Verband     | FIBA-Amerika               |
| Sitz des Verbandes      | Cochabamba                 |
| Präsident               | Juan Luis Coronado Deranja |
| Generalsekretär         | Saul Villaroel Valencia    |
| Höchste Liga            |                            |
| Sonstiges               |                            |